# All the King's Men (phim 1949)
All the King's Men là một phim chính kịch của hãng Columbia Pictures sản xuất năm 1949 dựa trên tiểu thuyết cùng tên của nhà văn Robert Penn Warren. Phim do Robert Rossen đạo diễn, với ngôi sao Broderick Crawford trong vai Willie Stark.

## Cốt truyện
All The King's Men là truyện nói về sự thăng tiến của chính trị gia Willie Stark từ địa vị một chính khách ở một hạt nông thôn lên tới chức thống đốc tiểu bang.
Dọc đường, ông ta đã đánh mất sự trong trắng vô tội của mình và trở thành chính kẻ tham ô nhận hối lộ như những chính trị gia khác mà ông ta đã từng chống lại.
Trong phim cũng có cảnh về mối tình lãng mạn giữa một trong số các phụ nữ là cánh tay phải của ông ta với ký giả đầy triển vọng, người đã đưa Stark lên địa vị cao.

## Các vai diễn
- Broderick Crawford — Willie Stark
- John Ireland — Jack Burden
- Joanne Dru — Anne Stanton
- John Derek — Tom Stark
- Mercedes McCambridge — Sadie Burke
- Shepperd Strudwick — Adam Stanton
- Ralph Dumke — Tiny Duffy
- Anne Seymour — Mrs. Lucy Stark
- Katherine Warren — Mrs. Burden (as Katharine Warren)
- Raymond Greenleaf — Judge Monte Stanton
- Walter Burke — Sugar Boy
- Will Wright — Dolph Pillsbury
- Grandon Rhodes — Floyd McEvoy

## Việc sản xuất
Ban đầu, đạo diễn Rossen đã đề nghị John Wayne đóng vai chính, nhưng John Wayne thấy kịch bản phim không mang tính ái quốc nên đã phẫn nộ từ chối. Cuối cùng đạo diễn mời Crawford, và với vai diễn này Crawford đã đoạt giải Oscar cho nam diễn viên chính xuất sắc nhất, đánh bại John Wayne, người được đề cử cho giải này trong vai diễn ở phim Sands of Iwo Jima.

## Các giải thưởng
Phim đã đoạt 3 giải Oscar sau:
- Giải Oscar cho phim hay nhất - Robert Rossen Productions (Robert Rossen, nhà sản xuất)
- Giải Oscar cho nam diễn viên chính xuất sắc nhất - Broderick Crawford vai Willie Stark
- Giải Oscar cho nữ diễn viên phụ xuất sắc nhất - Mercedes McCambridge vai Sadie Burke

Phim này cũng được đề cử cho các giải Oscar thể loại khác:
- Giải Oscar cho nam diễn viên phụ xuất sắc nhất - John Ireland vai Jack Burden
- Giải Oscar cho đạo diễn xuất sắc nhất - Robert Rossen
- Giải Oscar cho biên tập - Al Clark và Robert Parrish
- Giải Oscar cho kịch bản chuyển thể hay nhất - Robert Rossen

Năm 2001 Thư viện Quốc hội (Hoa Kỳ) đã chọn đưa phim này vào bảo tồn trong Viện lưu trữ phim quốc gia (Hoa Kỳ).